# Real Audiencia de Charcas
La Real Audiencia de Charcas, oficialmente conocida como Audiencia y Chancillería Real de La Plata, Provincia de los Charcas, era un tribunal judicial del Imperio español en América con sede en la ciudad de La Plata (hoy Sucre, Bolivia). Esta Audiencia tuvo un distrito judicial y administrativo que abarcaba lo que hoy son los países del cono sur de América del Sur, principalmente en la actual Bolivia. Fue parte del virreinato del Perú hasta 1776, cuando pasó al virreinato del Río de la Plata. A lo largo de su historia, la Real Audiencia de Charcas tuvo distintas transformaciones administrativas y judiciales.
Antes de la creación de las intendencias en 1782, la provincia de Charcas estaba organizada bajo el sistema de corregimientos. Durante este período, el presidente de la Audiencia de Charcas no solo desempeñaba funciones judiciales, sino que también ejercía, de facto, atribuciones gubernativas, lo que le confería una posición de notable preeminencia dentro de la estructura territorial. Atribuciones que no desaparecieron con la Real Audiencia. Esto hacía de la Audiencia de La Plata de los Charcas un caso excepcional. Aunque formalmente no se le reconocía el título de gobernador, el presidente asumía muchas de las responsabilidades propias de este cargo, especialmente en la administración local y en la resolución de conflictos internos. De hecho, en algunos contextos más informales, a la Real Audiencia de Charcas todavía se la refería como la provincia de Charcas.
En 1782, con la creación de la intendencia de Chuquisaca, el presidente de la Real Audiencia asumió también el cargo de gobernador intendente, fusionando así, oficialmente, sus roles judiciales y administrativos. Desde ese momento, la Real Audiencia de Charcas continuó siendo una entidad judicial, pero el presidente adquirió mayores funciones gubernamentales, abarcando no solo la administración, sino también el control de las provincias o intendencias del Alto Perú, como La Paz, Potosí, Cochabamba, Chuquisaca y Santa Cruz de la Sierra.
La Audiencia, en su rol judicial, seguía siendo clave en la administración del virreinato. Sin embargo, con la Guerra de Independencia (1810-1825), su distrito judicial se vio afectado y las provincias altoperuanas empezaron a ganar mayor autonomía. En 1825, tras la victoria de los patriotas, se llamó a una Asamblea General de Diputados de las Provincias del Alto Perú que decidió que el Alto Perú no deseaba unirse ni con Lima ni con Buenos Aires proclamando la independencia. Por tanto, la Real Audiencia de Charcas fue suprimida definitivamente en abril de ese año, tras la firma de un decreto que marcó el fin de la entidad.

## Historia

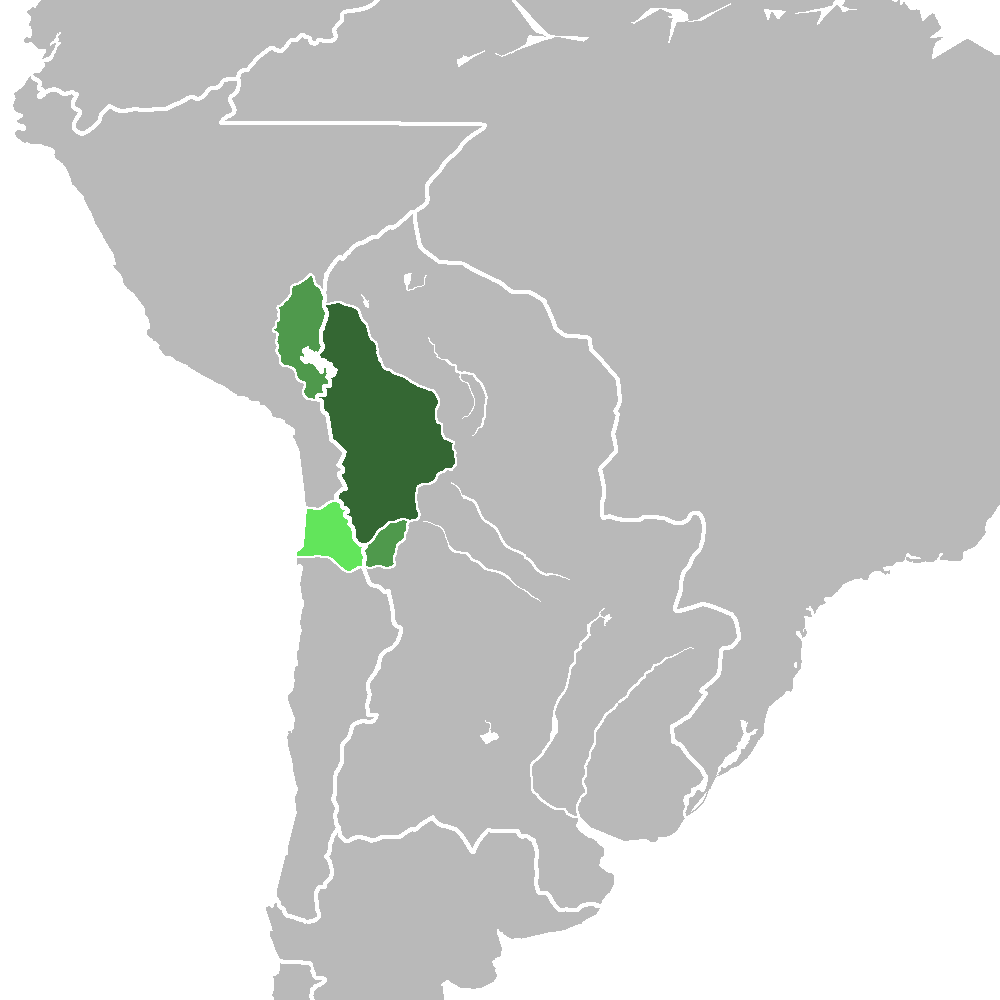
Alto Perú (apodo) en verde oscuro.

### Creación y definición de su distrito
Luego de recibir informes sobre la conveniencia de crear una Real Audiencia en la parte sur del Virreinato del Perú, el rey Felipe II dispuso por real provisión del 12 de junio de 1559 encomendar al designado virrey del Perú, Diego López de Zúñiga y Velasco, conde de Nievas, que una vez que llegase al Perú señalara el distrito que habría de tener la Audiencia que el rey mandaba crear en la ciudad de La Plata. De acuerdo a la Recopilación de Leyes de Indias —sancionada el 18 de mayo de 1680— la Audiencia y Cancillería Real de la ciudad de La Plata de la Nueva Toledo, provincia de los Charcas en el Perú fue creada por el rey el 4 de septiembre de 1559, para la cual designó un presidente y 4 oidores. El virrey debía presidirla solo si visitaba la ciudad de La Plata. 

Sabed que Nos enviamos a esa Audiencia nuestro Sello Real para que en ella selleis Nuestras provisiones que en ella se despachen...

Los límites del territorio sobre el cual ejercía jurisdicción fueron variando con el tiempo, según la distribución que hizo la Corona española. El 20 de mayo de 1561 se dio a conocer el distrito señalado provisionalmente por el conde de Nievas: "la dicha ciudad de La Plata con más de cien leguas de tierra alrededor por cada parte". En septiembre de 1561 la Audiencia quedó instalada. El distrito original dejaba fuera de la jurisdicción de la Audiencia las partes de la jurisdicción del cabildo de La Plata que estaban a más de 100 leguas de la ciudad, y solo comprendía otra ciudad: La Paz y dos pueblos del distrito de Chucuito.
Luego de recibir quejas de los oidores por el escaso territorio asignado, y escuchar diversos informes, por real provisión del 29 de agosto de 1563 el rey Felipe II fijó nuevos límites al distrito de la Audiencia de Charcas, incorporandole la gobernación del Tucumán, Juríes y Diaguitas, la gobernación de Santa Cruz de la Sierra (esta última formada por las exgobernaciones de Andrés Manso y Ñuflo de Chaves), la provincia de Moxos y Chunchos y las tierras que llegaban hasta la ciudad del Cuzco con sus términos (corregimientos dependientes):

Y porque somos informados que éstos fueron cortos, y que á nuestro servicio y buena governación de aquella tierra combiene que á la dicha Audiencia de los Charcas se le den más límites, y que éstos sean la Governación de Tucumán y Juríes y Diaguitas y la provincia de los Mojos y Chunchos y las tierras y pueblos que tienen poblados Andrés Manso y Nuflo de Chaves, con lo demás que se poblase en aquellas partes, con la tierra que ay desde la dicha ciudad de la Plata hasta la ciudad del Cuzco, la qual quede subjeta á la dicha Audiencia de los Charcas ... Por ende por la presente declaramos y mandamos que la dicha Governación de Tucumán, Juríes y Diaguitas y la provincia de los Mojos y Chunchos y lo que ansí tienen poblado Andrés Manso y Nuflo de Chaves, con lo demás que se poblare en aquellas tierras, y toda la tierra que ay desde la dicha ciudad de la Plata hasta la del Cuzco, con sus términos ynclusive, y la dicha ciudad del Cuzco, con los suyos, y más los límites que el dicho nuestro Visorrey y Comisarios señalaron á la dicha Audiencia, estén subjetos a ella y no á la Audiencia de los Reyes ny al Governador de la dicha provincia de Chile.

El 1º de octubre de 1566 el rey contestó una carta al presidente de Lima decidiendo incorporar los territorios de la gobernación de Nueva Andalucía del Río de la Plata al distrito de la Real Audiencia de Charcas y al Virreinato del Perú:

Cuanto á lo que decis, que habiendo tenido por nueva cierta que venian 300 hombres del rio del Paraguay del Plata, sin saber cosa cierta si venian á proseguir la conquista de los moros que tenia á su cargo Nuflo de Chaves, ó á esa tierra que pretendian ser en derecha conquista bien armados y sin esperanzas de volver donde salian, procurasteis que cesase su venida, y que así por ahora ha cesado, y el obispo y otros vecinos del Paraguay os han escrito pidiéndoos justicia porque la tienen, y que á causa de se os haber acortado el distrito, que no llega allá con 200 leguas, no habéis proveído nada hasta que por nos os mande lo que debéis hacer; y porque habréis visto por la provisión que se os ha enviado á aquellas provincias las habemos mandado poner debajo del distrito de esa audiencia, vosotros de aqui adelante podréis proveer lo que os pareciere y viereis que mas convenga á nuestro servicio y bien de aquella tierra.

Por real cédula del 30 de noviembre de 1568 Felipe II resolvió restituir a la jurisdicción de la Audiencia de Lima a la ciudad del Cuzco:

Por ende, declaramos y mandamos que la dicha çibdad del Cuzco, con su término y jurisdiçión, aya destar y esté sugeta é devajo de la jurisdiçión de la Audiençia Real de la dicha çibdad de los Reyes, como lo estava antes é al tiempo que se fundase la dicha Audiençia de la Plata, y la apartamos é quitamos de la dicha jurisdiçión della ...

Por real provisión del 26 de mayo de 1573 Felipe II mandó dividir la jurisdicción del Cuzco entre las audiencias de Lima y Charcas:

Por ende, por la presente declaramos y mandamos y es nuestra voluntad que todo lo que está desde el Collao, esclusibe, hazia la ciudad de los Reyes, quede y sea y esté devaxo del distrito y jurisdictión de la dicha nuestra Audiencia Real que rreside en la dicha ciudad de los Reyes; y todo lo que está desde el Collao, inclusive, hacia la dicha ciudad de la Plata, quede y buelva y sea del distrito y límites de la dicha nuestra Audiencia de los Charcas; declarando como declaramos que del dicho Collao hazia la ciudad de la Plata comience desde el pueblo de Ayabire, que es de la encomienda de Juan de Pancorbo por el camino de Urcosuyo; y desde el pueblo de Asillo, que es de la encomienda de Gerónimo Costilla por el camino de Omasuyo; y por el camino de Arequipa, desde Atuncana, que es de la encomienda de Carlos Ynga, hacia la parte de los Charcas. Y ansimismo, a de ser y entrar en el distrito de la dicha Audiencia de los Charcas, la provincia de Sangavana y toda la provincia de Carabaya, ynclusive.

La Recopilación de Leyes de Indias de 1680 en la Ley IX (Audiencia y Chancilleria Real de la Plata, Provincia de los Charcas) del Título XV (De las Audiencias y Chancillerias Reales de las Indias) del Libro II, recoge los límites y los funcionarios de esta Audiencia:

En la Ciudad de la Plata de la Nueva Toledo, Provincia de los Charcas, en el Perú, resida otra nuestra Audiencia y Chancilleria Real: con vn Presidente: cinco Oidores, que también sean Alcaldes del Crimen: vn Fiscal: vn Alguazil mayor: vn Teniente de Gran Chanciller, y los demás Ministros y Oficiales necessarios, la qual tenga por distrito la Provincia de los Charcas, y todo el Collao, desde el Pueblo de Ayabiri, por el camino de Hurcosuyo, desde el Pueblo de Assillo por el camino de Humasuyo, desde Atuncana, por el camino de Arequipa, ázia la parte de los Charcas, inclusivé con las Provincias de Sangabana, Carabaya, Iuries y Dieguitas, Moyos y Chunchos, y Santa Cruz de la Sierra, partiendo terminos: por el Septentrion con la Real Audiencia de Lima, y Provincias no descubiertas: por el Mediodia con la Real Audiencia de Chile: y por el Levante y Poniente con los dos Mares del Norte y del Sur, y línea de la demarcacion entre las Coronas de los Reynos de Castilla y de Portugal, por la parte de la Provincia de Santa Cruz del Brasil. Todos los quales dichos terminos sean y se entiendan, conforme á la ley 13 que trata de la fundacion y ereccion de la Real Audiencia de la Trinidad, Puerto de Buenos Ayres, porque nuestra voluntad es, que la dicha ley se guarde, cumpla y execute precisa y puntualmente.

En la Ley XV (Que el Corregidor de Arica, aunque sea del distrito de la Audiencia de Lima, cumpla los mandamientos de la de los Charcas), del Título XV, de la Recopilación de Leyes de Indias, se establece una dependencia especial para el Corregimiento de Arica:

Mandamos, que sin embargo de que la Ciudad y Puerto de Arica sea y esté en el distrito de la Real Audiencia de los Reyes, el Corregidor, que es, ó fuere de ella, cumpla los mandamientos de la Real Audiencia de los Charcas, y reciva y encamine, como se le ordenare, las personas que enviare desterradas. Y ordenamos á nuestra Audiencia de los Charcas, que no cumpliendo el Corregidor lo sobredicho, haga justicia.

### Mediterraneidad de Real Audiencia de Charcas: Tesis Chilena
La cuestión de si en la época colonial la Audiencia de Charcas tuvo o no tuvo mar ha sido objeto de una amplia discusión histórica, buscando determinar si Charcas tuvo o no jurisdicción íntegra sobre el desierto de Atacama. Dicha discusión sin embargo, carece hoy de pertinencia en derecho, dado el régimen de tratados que vincula a Chile y Bolivia.
La tesis chilena establece que la creación de Charcas nunca rompió la continuidad territorial entre el Perú y Chile (la Audiencia de Lima), que Charcas no conoció directamente el mar y por lo tanto quedó así para los efectos del uti posidetis de 1810. También señala que no existe una sola cédula o real orden que confunda el tráfico comercial con soberanía o jurisdicción.
Acerca de la posesión sobre el desierto de Atacama, Chile exhibe los siguientes títulos y provisiones emanadas en beneficio de Chile por los sucesivos Reyes de España:
- Real Cédula de 1561, que señala el distrito de Charcas, creado en 1559, tiene centro en la ciudad de Chuquisaca y con un radio de 100 leguas, el cual es ampliado según Real Cédula de 29 de agosto de 1563 al agregar algunas provincias del interior, pero conservando el mencionado radio. Con la misma fecha, SMC Felipe II dictó otra Real Cédula que aclara que Charcas no tuvo salida al mar (estudio del Embajador don Raúl Bazán) al conservar las costas exclusivamente para la Audiencia de Lima, precisando que: "Porque es bien que se sepa los límites con que dicha Audiencia... (Lima) declaramos y mandamos que tenga por distrito todo lo que de la provincia de Chile, con los puertos que de la ciudad de Lima hasta las dichas provincias de Chile y los lugares de la costa della".

- Según los cronistas de los siglos xvi y xvii, Cieza de León, Garcilaso de la Vega, Góngora Marmolejo y el jesuita Giovanni Anello Oliva, los vecinos de Chile fueron los únicos que tomaron posición e hicieron uso del desierto de Atacama, a través del cual se comunicaban directamente con el Perú.
- Con referencia al nombramiento de García Hurtado de Mendoza se establece que el límite septentrional de su Gobernación se encuentra a partir de los confines del Perú, y no de Charcas.
- El itinerario decretado por los estafetas por parte del Virrey del Perú prueba, según relación escrita, la continuidad territorial entre Perú y Chile sin la presencia de Charcas como reino separador.
- Recopilación de las Leyes de Indias efectuadas por orden de SMC Carlos II en 1681, en particular la Ley V, Libro 2°, la cual declara que la Audiencia de Charcas no tenía costas en el Pacífico, puesto que dice que la de Lima tenga por distrito las costas que hay desde dicha ciudad hasta el Reino de Chile y su contradicción con la Ley IX debe entenderse en su relación con la Ley XIV, la cual autorizó  a la Audiencia de Charcas para ordenar directamente al Corregidor de Arica que cumpliera sus mandamientos, tal cual la interpretación que ha explicado el diplomático chileno don Raúl Bazán, aunque este último puerto continuase dependiendo del Virreinato de Lima.
- A fines del siglo XVII se había integrado el desierto de Atacama en toda su extensión al Reino de Chile durante el Gobierno de su Presidente, Juan Henríquez (1679), sin que existiera orden en contrario, tanto por parte del Virrey del Perú como del Consejo de Indias.
- La existencia, según inventario de numerosos libros oficiales del Virreinato del Perú de fines del siglo xviii, tal cual su Guía Política, publicada en 1793 y que luego totalizó 4 ediciones, considera como límite sur del Perú al Reino de Chile, cuyo lindero se señala en el río Loa. Esta precisión figura, asimismo, en el Acta de Entrega del cargo de Virrey del Perú, entre Francisco Gil de Taboada y Ambrosio O'Higgins.
- Ediciones del diario El Mercurio Peruano de Lima, de fines del siglo xviii, proporcionan la misma evidencia antes referida.
- La Real Ordenanza de Intendencias de Buenos Aires, que en 1872 determinó que Atacama pertenecía a la provincia de Potosí está referida sólo al distrito del pueblo altiplánico de Atacama, y no al despoblado homónimo. Además, esta disposición se viene a contraponer con otros testimonios de mayor valor otorgados por los Virreyes del Perú.
- El mapa oficial elaborado por el cosmógrafo Andres Baleato en 1793, por orden del Virrey del Perú, el cual fija la frontera con Chile en el río Loa.
- Ocupación del Paposo y de Cobija por parte de las milicias de Copiapó en 1789, para su defensa ante una probable agresión inglesa.
- Recaudación de Cobija y Mejillones por el corregimiento de Copiapó a las naves que ahí fondeaban, en beneficio de la hacienda chilena.
- Publicación con aprobación expresa de SMC Carlos IV el año 1799, casi en la víspera de la independencia de hispanoamérica, de los mapas de Alejandro Malaspina, los cuales fijan la frontera entre el Perú y Chile en los 21°45' de latitud sur, siendo Charcas mediterráneo, además que pertenecía al Virreinato fluvial y atlántico del Río de la Plata.
- Orden Real otorgada en el Palacio de Aranjuez el 10 de junio de 1805, bajo la firma del Príncipe de la Paz, para la defensa del litoral del Pacífico sudeste, el cual hace referencia exclusivamente al Reino de Chile y al Virreinato del Perú y a sus dilatadas costas, sin mencionar a Charcas para nada, ya que no las poseía.
- El 1 de diciembre de 1817 se realiza en el Paposo un referéndum entre 204 habitantes, los cuales declaran su voluntad de pertenecer a Chile bajo su nuevo estado de República.
- En el periodo 1820-24, buques de guerra chilenos pertenecientes a su Escuadra Libertadora hacen uso de Cobija como fondeadero propio para sus operaciones, y se decreta el bloqueo de las costas del Virrey a partir del río Loa al norte.
- En 1824 Chile elige un diputado territorial por Paposo.

La tesis chilena establece que los testimonios antes citados prueban sus derechos históricos a la totalidad del desierto de Atacama a partir del río Loa al sur, y por ende establece la mediterraneidad histórica de Bolivia.

### Disminución de su distrito

La Real Audiencia de Charcas en 1785, tras la separación de la Real Audiencia de Buenos Aires en 1783.

El 6 de diciembre de 1661 sufrió la separación de sus territorios del sur (Río de la Plata, Paraguay y Tucumán) al crearse la Real Audiencia de Buenos Aires, pero de nuevo, el 31 de diciembre de 1671 al ser suprimida esta última, se reincorporaron tales territorios para ser más efectiva la persecución del contrabando, a pesar de los inconvenientes que sufrían aquellos que precisaban la intervención de la Audiencia por las enormes distancias que debían recorrer.
Por real decreto del 11 de marzo de 1776 se mandó que las 10 audiencias indianas entonces existentes estuvieran presididas por un regente, lo cual fue comunicado por real célula del 6 de abril de 1776 y sus funciones fijadas por real instrucción del 20 de junio de 1776. Se dispuso también agregar un oidor a la Audiencia de Charcas.
La creación del Virreinato del Río de la Plata hizo que el territorio jurisdiccional de la audiencia de Charcas pasase a esta nueva zona administrativa en 1776. El 14 de abril de 1783 se creó nuevamente la Real Audiencia de Buenos Aires reemplazando la jurisdicción de Charcas por el sur (Río de la Plata, Paraguay y Tucumán).

La Real Audiencia de Charcas en 1810. Se le segregó la intendencia de Puno en 1796 y el territorio de Tarija en 1807.

Al tiempo de la creación del Virreinato del Río de la Plata en 1776, la jurisdicción de la Audiencia de Charcas abarcaba 27 corregimientos, cada uno de los cuales dependía de las ciudades del Cuzco, La Plata y La Paz, que conformaban la provincia de Charcas. Comprendía también aquellos de las gobernaciones del Río de la Plata, Paraguay, Tucumán y Santa Cruz de la Sierra.
En cuanto a la dependencia eclesiástica:
- Dependían del obispado del Cuzco los corregimientos de: Lampa, Azángaro y Carabaya.
- Dependían del arzobispado de La Plata los corregimientos de: La Plata-Potosí, Oruro, Parma, Carangas, Chayanta, Cochabamba, Porco, "Tarija", Tomina, Yamparaes, Lipes, Atacama, Apolobamba, Pilaya y Paspaya y Pomabamba.
- Dependían del obispado de La Paz los corregimientos de: La Paz, Larecaja, Sicasica, Pacajes o Berenguela, Omasuyos, Chucuito y Paucarcolla.
- Dependía del obispado de Santa Cruz de la Sierra el corregimiento de: Mizque y Santa Cruz de la Sierra.[13]

El 3 de mayo de 1787, a través de una real cédula, se estableció la Real Audiencia del Cuzco con jurisdicción sobre territorios que antes correspondían a las Audiencias de Lima y de Charcas. Posteriormente se incluyó en su territorial jurisdiccional a los partidos de Carabaya, Lampa y Azángaro pertenecientes a la intendencia de Puno, que en 1784 había sido creada dentro del Virreinato del Río de la Plata. El 1 de febrero de 1796 la intendencia de Puno pasó a depender del Virreinato del Perú y los partidos de Paucarcolla y Chucuito, que hasta entonces correspondían a Charcas, pasaron a la Real Audiencia del Cuzco. El 17 de febrero de 1807 se transfirió el extenso territorio de Tarija de la intendencia de Potosí a la intendencia de Salta del Tucumán, pero el 25 de julio proclamó su libertad e independencia de Salta del Tucumán en un Cabildo Abierto, manifestando que se podían autogobernar, tras los conflictos en España en esos años no pudieron solucionar las rebeliones violentas en Tarija y dejaron que las autoridades tarijeñas gobiernen el territorio, formando un nuevo estado o gobernación autónoma en el Virreinato del Río de la Plata de la Corona de España, pero las autoridades tarijeñas acataron la sección religiosa y fue integrado al obispado de Salta.

### Emancipación y supresión
El 25 de mayo de 1809 se produjo la Revolución de Chuquisaca, que fue un levantamiento popular en el que participaron las autoridades de la Real Audiencia de Charcas en la ciudad de Chuquisaca para destituir al presidente Ramón García de León y Pizarro. La Audiencia se arrogó el mando político y militar. El 30 de septiembre de 1809 el virrey Baltasar Hidalgo de Cisneros de Buenos Aires designó nuevo presidente de la Audiencia a Vicente Nieto y lo puso al frente de una expedición militar que el 24 de diciembre de 1809 entró pacíficamente en Chuquisaca, finalizando la rebelión.
Al estallar la Revolución de Chuquisaca la Real Audiencia de Charcas estaba integrada por:
- Presidente: Ramón García de León y Pizarro (fue el último nombrado por el rey)
- Regente: vacante por fallecimiento de Antonio Boeto
- Decano: José de Laiglesia
- Oidores: José Agustín de Useoz y Mozi, José Vázquez Ballesteros, Gaspar Remírez de Laredo y Encalada
- Fiscal: Miguel López Andreu

A partir de las sublevaciones independentistas iniciadas en 1809, lo que hasta ese momento era un órgano casi exclusivamente de administración de justicia, pasó a ser un elemento de poder fundamental a controlar dentro de una amplia política de concentración de fuerzas que se inició por orden del rey Fernando VII, para evitar los movimientos sediciosos que se generaban en las propias audiencias.
En 1810, tras la destitución del virrey del Río de la Plata los patriotas tomaron control de Charcas que se unió a la Junta de Buenos Aires como parte de lo que luego se denominó Provincias Unidas del Río de la Plata. El 13 de julio el virrey del Perú José Fernando de Abascal y Sousa anexó provisionalmente el territorio de la Audiencia de Charcas a su virreinato, a petición del presidente de Charcas y otros gobernadores. Aclarando el virrey en el decreto de anexión que lo hacía: hasta que se restablezca en su legítimo mando el Excmo. Señor Virey de Buenos-Ayres, y demás autoridades legalmente constituidas, pues solo la autoridad real podía desmembrar el territorio definitivamente del virreinato de Buenos Aires.
El 13 de noviembre de 1810 un cabildo abierto juró obediencia a la Junta de Buenos Aires y declaró nula su adhesión al Virreinato del Perú. El oficio enviado a la junta expresaba:

... en la tarde del propio día se ha jurado la obediencia á su Excelentísima Junta por todas las autoridades y corporaciones, desde la Real Audiencia hasta la ínfima clase...

El 15 de diciembre de 1810 el presidente Nieto fue fusilado en la Plaza Mayor de Potosí. El 27 de diciembre de 1810 el Ejército Auxiliar entró en Chuquisaca y Juan José Castelli ocupó el cargo de presidente, hasta que se lo dejó a Juan Martín de Pueyrredón el 26 de enero de 1811. La Audiencia de Charcas permaneció en receso hasta que, tras la batalla de Huaqui, el 20 de septiembre de 1811 el coronel realista Mariano Campero entró en Chuquisaca y restableció solemnemente la Audiencia nombrando a García de León y Pizarro como presidente. Este renunció al día siguiente y lo remplazó Juan Ramírez Orozco por orden de José Manuel de Goyeneche.
Tras la batalla de Salta, el 2 de marzo de 1813 Ramírez Orozco entregó el mando al cabildo y abandonó Chuquisaca, que el 9 de marzo de 1813 volvió a pronunciarse por la revolución quedando Esteban Agustín Gascón como presidente provisional. Un decreto de la Asamblea del Año XIII del 21 de mayo de 1813 dispuso:

... que se extinga el tribunal de la Audiencia de Charcas; subrogándose en su lugar una cámara de apelaciones, que exercerá su jurisdicción en todo el territorio a que extendía aquélla la suya, baxo el reglamento que se formará sobre el particular.

El 12 de junio de 1813 el gobierno de Buenos Aires nombró a Francisco Ortiz de Ocampo como gobernador de Charcas y a Gascón como decano de la Cámara de Apelaciones de La Plata, asumiendo en septiembre de 1813. Ambos abandonaron Chuquisaca el 18 de noviembre de 1813 a causa de la batalla de Ayohúma, recuperando luego Ramírez Orozco la presidencia de Charcas, restaurada como Audiencia. En abril de 1815 Chuquisaca volvió a manos de las tropas revolucionarias hasta diciembre de 1815 cuando fue recuperada por las tropas realistas.
El 22 de febrero de 1818 el general en jefe del ejército realista del Perú nombró al general Rafael Maroto gobernador e intendente interino de la ciudad y provincia de La Plata, además de presidente de la Real Audiencia de Charcas. A causa de la Rebelión de Olañeta Maroto abandonó Chuquisaca, que el 8 de febrero de 1823 fue ocupada por el absolutista Pedro Antonio Olañeta en rebelión contra el virrey del Perú. Recuperada por Gerónimo Valdés el 8 de julio de 1824, nombró a Antonio Vigil como presidente. El 28 de agosto de 1824 Valdés evacuó Chuquisaca, que fue ocupada de nuevo por Olañeta quedando al frente José María Valdez.
El 22 de febrero de 1825 el coronel Francisco López se pronunció en Chuquisaca contra el gobierno español, y el 25 de abril de 1825 ingresó en ella el Ejército Unido Libertador del Perú. El 27 de abril de 1825 Antonio José de Sucre dictó el decreto que creó la Corte Superior de Chuquisaca que sustituyó a la Real Audiencia de Charcas, y señaló el 25 de mayo de 1825 como la fecha de su instalación.

1°. Se establece en Chuquisaca la corte superior de justicia de las provincias del Alto Perú que sustituye a la antigua Audiencia española.

## Presidente de la Real Audiencia de Charcas y su rol como Administradorde facto

La bandera de Chuquisaca y Sucre tiene su origen en la Real Audiencia de Charcas.

El presidente de la Real Audiencia de Charcas desempeñaba un rol fundamental en la administración de la provincia de Charcas. Aunque, de iure, era subordinado al virrey del Perú o del Río de la Plata, en la práctica, su autoridad era de facto más amplia debido a las funciones tanto judiciales como gubernamentales que asumía. La figura del presidente era clave para la resolución de conflictos internos, y su influencia se extendía más allá de la esfera judicial. Durante el periodo de los corregimientos (hasta 1782), el presidente supervisaba a los corregidores y asumía ciertas funciones de gobierno ad interim que le otorgaban una gran autoridad sobre la provincia.
A partir de 1782, con la creación de la intendencia de Chuquisaca, el presidente de la Real Audiencia asumió también el cargo de gobernador intendente, lo que consolidó aún más su poder administrativo, sobre todo en Chuquisaca, aunque de iure seguía siendo subordinado al virrey. Su rol fue crucial durante las transiciones de poder, especialmente cuando la audiencia adquirió funciones gubernamentales directas. A pesar de la modificación de su jurisdicción, que se redujo con la creación de nuevas estructuras administrativas, el presidente mantuvo una posición de poder dentro de la Audiencia de Charcas, siendo considerado el principal responsable de la administración en la región.